# Hylarana signata
Hylarana signata är en groddjursart som först beskrevs av Günther 1872.  Hylarana signata ingår i släktet Hylarana och familjen egentliga grodor. IUCN kategoriserar arten globalt som livskraftig. Inga underarter finns listade i Catalogue of Life.